# Ridolfo Sirigatti

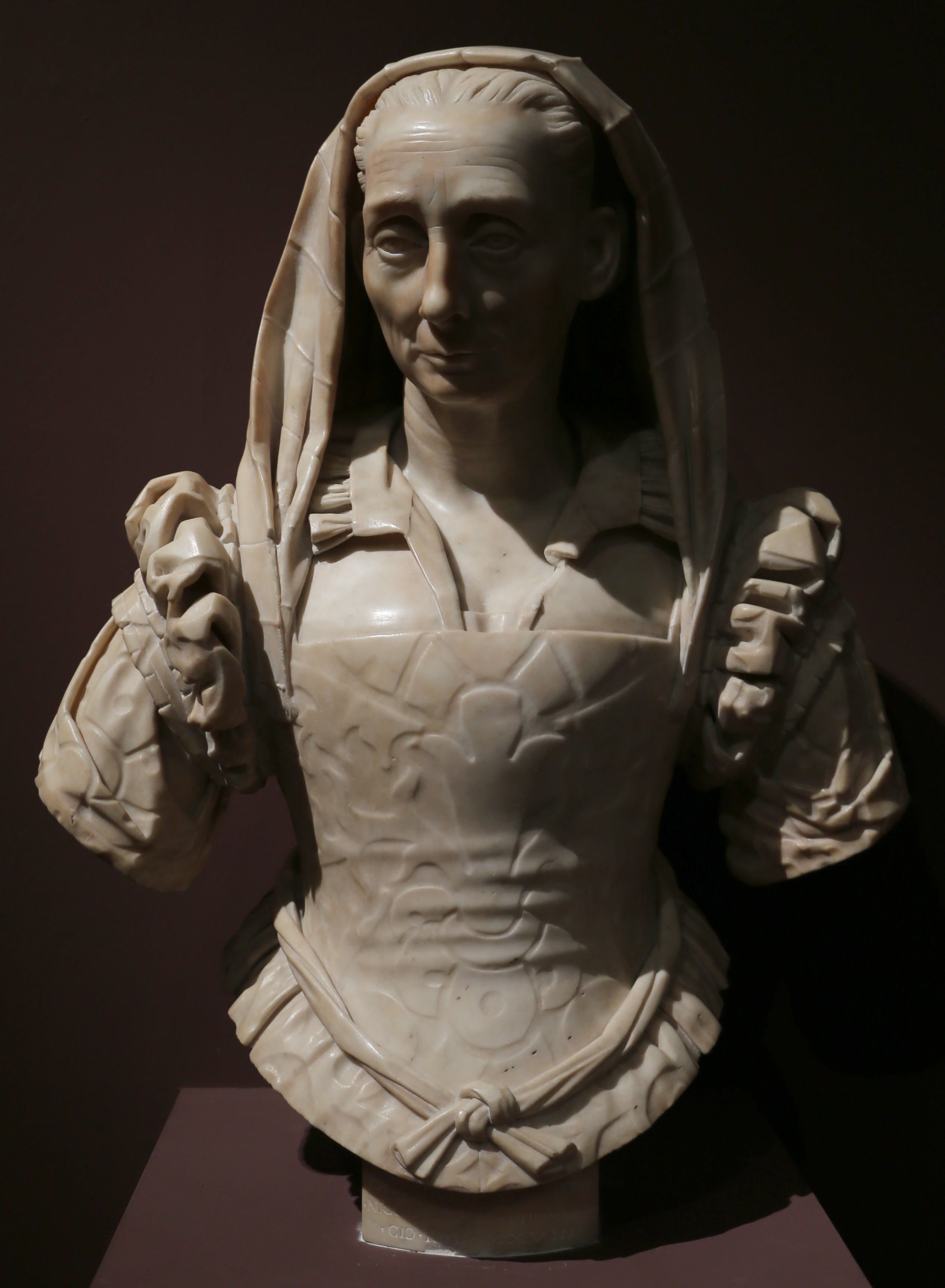
Ritratto della madre, V&A

Ridolfo Sirigatti, indicato talvolta anche con la grafia Rodolfo (Firenze, 1553 – 1608), è stato uno scultore e pittore italiano.

## Biografia
Maestro di Pietro Bernini, aveva bottega a Firenze. Prese il nome di battesimo dal nonno materno, Ridolfo del Ghirlandaio. Di lui sono molto conosciuti i due busti dei genitori (il padre Niccolò Sirigatti e la madre Cassandra di Ridolfo del Ghirlandaio) da lui stesso realizzati (opere firmate) a Firenze intorno al 1578 ed attualmente conservati presso il Victoria & Albert Museum a Londra. 
Lavorò alla villa Il Riposo di Bernardo Vecchietti (decantata nell'omonimo libro di Raffaello Borghini, Firenze 1584) e successivamente anche a Pisa, dove realizzò i busti dei granduchi Cosimo I, Francesco I e Ferdinando I nel 1590-1596 per il palazzo della Carovana in piazza dei Cavalieri. Fu Cavaliere di Giustizia dell'Ordine di Santo Stefano Papa e Martire dal 29 ottobre 1581.
Sposò Antonina de' Medici.
Suo fratello minore fu Lorenzo Sirigatti, autore de La pratica di prospettiva del cavaliere Lorenzo Sirigatti al ser. et invitiss. Ladislao Sigismondo principe di Polonia e di Svezia a benigni ed amorevoli lettori Venetia, Giunti 1625